# 石家豪
石家豪（英語：Wilson Ka Ho SHIEH，1970年—），是香港的著名藝術家，於火炭設有藝術工作室，多次參與伙炭藝術工作室開放計劃。

## 風格
石家豪作品主題風格常以人體為母載體，配搭不同設計的服裝（例如裸體、時裝、民族服裝、制服、死物萌擬人化形態服裝等），質詢人民身分觀點與社會環境。工藝方式包括工筆技法、素描、油畫及拼貼等。

## 學歷
- 1994年取得香港中文大學文學士銜，主修藝術。
- 2001年取得香港中文大學藝術碩士銜。

## 作品
- 《建築系列》
- 《試身室系列》

## 外部連結
- M+藏品：石家豪 （页面存档备份，存于）
- 藝術家石家豪重拾政治題材 （页面存档备份，存于）
- 本地藝術家受惠？石家豪：仍要觀察 （页面存档备份，存于）
- 石家豪眾生在筆尖 （页面存档备份，存于）